# Franz Bartl
Franz Bartl (ur. 7 stycznia 1915 w Wiedniu, zm. 12 lipca 1941) – austriacki piłkarz ręczny, medalista olimpijski.
Uczestnik letnich igrzysk olimpijskich. Na igrzyskach w Berlinie (1936) zagrał w trzech spotkaniach. Były to dwa wygrane pojedynki przeciwko reprezentacji Szwajcarii (14-3 i 11-6) i przegrana rywalizacja z Niemcami (6-10). Bartl nie zdobył żadnych bramek. Ostatecznie reprezentacja Austrii zdobyła srebrny medal, przegrywając z ekipą gospodarzy. 
Bartl zginął na froncie podczas II wojny światowej.